# تل قلعه (مورج فیروزآباد)
تل قلعه (مورج فیروزآباد) در شهرستان فیروزآباد، بخش مرکزی، در نزدیکی روستای مورج شهرک واقع شده .این تپه به عنوان یک تپه تاریخی محسوب میشود و احتمالا در گذشته قلعه یا بنایی بر فراز ان بوده و وجه تسمیه ان به تل قلعه نیز به همین دلیل است.این اثر در تاریخ ۲۵ اسفند ۱۳۷۹ با شمارهٔ ثبت ۳۴۲۲ به‌عنوان یکی از آثار ملی ایران به ثبت رسیده است.